# 김운용 (1961년)
김운용(金雲龍, 1961년  ~ )는 대한민국의 군인이다. 제 28대 제3야전군사령관이었지만 재임 도중 2019년 1월 1일에 부대 개편으로 1, 3 야전군 사령부가 통합, 지상작전사령부로 창설되면서 마지막 제 3 야전군사령관이자, 초대 지상작전사령관이라는 타이틀을 가지게 되었다. 경남 합천군 용주면 출신이다.

## 학력
- 용문고등학교
- 육군사관학교 40기
- 육군보병학교
- 육군기계화학교
- 육군포병학교

## 경력
- 제50보병사단 제121보병연대 1대대장
- 제50보병사단 작전참모
- 제1보병사단 제12보병연대장
- 합동참모본부 전략기획본부 군사기획부 해외파병과장
- 합동참모본부 군사지원본부 민군심리전부 차장
- 제2작전사령부 작전처장
- 제3사단장
- 육군본부 정보작전참모부장
- 제2군단장
- 제3야전군사령관[2]
- 지상작전사령관
- 더불어민주당 대선 예비후보 이재명 열린캠프
- 한국위기관리연구소 이사장